# São Salvador do Mundo
São Salvador do Mundo és un concelho (municipi) de Cap Verd. Està situada a la part central de l'illa de Santiago. La seu és a la vila de Picos. Limita al nord amb municipi de Santa Cruz, a l'est amb el de São Lourenço dos Órgãos, al sud amb el de Ribeira Grande de Santiago i a l'oest amb el de Santa Catarina.
La seva formació rocosa situada prop de Pics és del voltant de la zona, l'etimologia pot referir-se a la seva gamma de muntanya als voltants del Pico da Antónia, que inclou parts de la part oriental dels munts. El municipi té una presa anomenada Faveta, acabada el 19 de juliol de 2013. Quan va arribar l'Huracà Fred en agost i setembre de 2015 les pluges ompliren la totalitat de la seva presa a la seva màxima capacitat i es va evacuar els residents de les zones adjacents.

## Subdivisions
El municipi consta d'una sola freguesia (parròquia civil), São Salvador do Mundo. La freguesia se subdivideix en els següents assentaments, la seva població segons el cens de 2010 és:
- Aboboreiro (pop: 532)
- Achada Leitão (pop: 1,160)
- Babosa (pop: 183)
- Burbur (pop: 131)
- Covão Grande (pop: 478)
- Degredo (pop: 148)
- Djéu (pop: 90)
- Faveta (pop: 247)
- Jalalo Ramos (pop: 239)
- Junco (pop: 266)
- Leitão Grande (pop: 927)
- Leitãozinho (pop: 460)
- Manhanga (pop: 177)
- Mato Fortes (pop: 179)
- Mato Limão (pop: 134)
- Pico Freire (pop: 546)
- Picos (Achada Igreja) (pop: 986)
- Picos Acima (pop: 1,489)
- Purgueira (pop: 217)
- Rebelo Acima (pop: 54)

## Història
Fou creat en 2005, quan en fou separada una parròquia de l'antic municipi de Santa Catarina per formar el municipi de São Salvador do Mundo. A les eleccions municipals de 2008 fou elegit president de la cambra municipal João Baptista Pereira i Pedro Brito a l'Assemblea Nacional.

## Demografia
| 2000  | 2010  |
| 9.214 | 8.643 |